# 范宏遇
范宏遇（？—？），镶红旗人，清朝政治人物。
范宏遇曾于康熙四十八年接替汪天柄任兴化府知府一职，康熙四十九年由卞永嘉接任。